# Rudolf III Habsburg
Rudolf III Habsburg "król Kasza" cz. Rudolf I. Habsburský (ur. w 1281, zm. 3/4 lipca 1307 w Horažďovicach) – król Czech (1306–1307) i książę Austrii 1298–1307, tytularny król Polski 1306–1307.
Był najstarszym synem Albrechta I Habsburga i Elżbiety Tyrolskiej. 25 maja 1300 ożenił się z Blanką Francuską, córką króla Filipa III Śmiałego i jego drugiej żony – Marii Brabanckiej. Blanka zmarła w połogu, razem ze swoją nowo narodzoną córką w 1305.
16 października 1306 Rudolf ożenił się z Ryksą Elżbietą, wdową po Wacławie II, królu Czech i Polski. Dzięki temu małżeństwu wystąpił z pretensjami do tronów obu tych państw, jako konkurent Henryka Karynckiego. W 1306 zdobył Pragę i koronował się. W 1307 zmarł zapewne na dyzenterię w czasie oblężenia zwolenników Henryka w Horažďovicach. Został pochowany w katedrze św. Wita w Pradze.